# Paul Kirchhoff
Paul Kirchhoff (Hörste, gemeente Halle (Westf.), 17 augustus 1900 – Mexico-Stad, 1972) was een Duits antropoloog. Hij was vooral bekend als onderzoeker naar de culturen van Meso-Amerika, een begrip dat door Kirchhoff is geïntroduceerd.
Kirchhoff studeerde comparatieve religie en etnologie aan de Humboldtuniversiteit te Berlijn en specialiseerde zich in de inheemse culturen van Mexico. Als communist ontvluchtte hij in 1936 nazi-Duitsland naar Mexico, waar hij twee jaar later mede aan de wieg stond van de Nationale School voor Antropologie en Geschiedenis (ENAH). Kirchhoff ontpopte zich tot een van de belangrijkste antropologen en introduceerde in 1943 het begrip Meso-Amerika, om de samenhang tussen de culturen van het oude Mexico en het aangrenzende gebied van Centraal-Amerika aan te duiden, geïnspireerd door het vooral in de Verenigde Staten populaire begrip cultuurgebied (cultural area).
- Bibliothèque nationale de France: cb12405695h (data)
- CiNii: DA08296931
- Gemeinsame Normdatei: 132092042
- International Standard Name Identifier: 0000 0001 0889 8992
- Library of Congress Control Number: n80112386
- Nederlandse Thesaurus van Auteursnamen: 128583320
- Système universitaire de documentation: 033162255
- Virtual International Authority File: 39464338
- WorldCat: E39PBJcBYft73tCcGyMX6gBF8C